# ديون ميرفي
ديون ميرفي (بالإنجليزية: Dion Murphy)‏ (30 أكتوبر 1940 - ) هو ملاكم نيوزلندي.

## روابط خارجية
- ديون ميرفي على موقع بوكس ريك (الإنجليزية) (registration required)